# Acadèmia Marshall
Die Acadèmia Marshall, auch Acadèmia Granados-Marshall oder Associació Musical Granados-Marshall, früher Acadèmia Granados, ist eine private Musikakademie in Barcelona. Die Schule besaß und besitzt als Pianistenausbildungsstätte weltweit ein herausragendes Renommee. Sie stellt das Zentrum der Katalanischen Pianistenschule dar.

## Geschichte

### Die Ära Granados
Die Musikakademie wurde 1901 von Enrique Granados mit Hilfe von Felip Pedrell als Acadèmia Granados in der Carrer Fontanella 14 in Barcelona gegründet. In den ersten Jahren wirkte der Organist und Komponist Domènech Mas i Serracant als stellvertretender Direktor. Die Akademie zog dann in die Carrer Girona 89 und später in No. 20 um. Die Akademie ist in dieser Frühphase von der charismatischen Persönlichkeit Granados' bestimmt. 1912 wird auf der Avinguda Tibidabo die Sala Granados eingeweiht, ein Geschenk des Barceloneser Bürgers Andreu an den Komponisten. In dieser Räumlichkeit gaben Schüler der höheren Kurse Konzerte, hier wurden auch Uraufführungen von Granados Werken gegeben. Dieser Raum stand bis Ende der 1920er Jahre zur Verfügung.

### Die Ära Marshall
Unter den jüngeren Schülern von Granados ragte Frank Marshall besonders hervor. Er wurde die rechte Hand des Komponisten und Granados ernannte ihn zum stellvertretenden Direktor des Klavierstudiums. Als Granados im März 1916 tragisch starb, übernahm  Marshall die Leitung der Akademie zunächst kommissarisch. 1920 übernahm er die Akademie auch in wirtschaftlicher Hinsicht und benannte sie in Acadèmia Marshall um. Er verlegte den Sitz in die Rambla de Catalunya 106. In den 1920er Jahren hielt mit Emil von Sauer einer der profiliertesten europäischen Pianisten häufiger Vorträge in der Acadèmia. In den Folgejahren unterstützten und trugen Musikgrößen wie Manuel de Falla, Alfred Cortot, Arthur Rubinstein, der Regisseur Igor Markevitch, Andrés Segovia und Pau Casals die Aktivitäten der Akademie. Ebenso gaben Xavier Montsalvatge, Joaquín Nin-Culmell und Frederic Mompou Kurse auch für Harmonie und Theorie der Musik. Die junge Victoria de los Ángeles trat erstmals öffentlich an der Acadèmia Marshall auf. Marshall leitete die Akademie bis zu seinem Tod im Jahr 1959.

### Die Ära Larrocha
Wieder übernahm mit Alicia de Larrocha „ein Eigengewächs der Akademie“ die Leitung. Sie war zum Zeitpunkt dieser Übernahme bereits eine international renommierte Künstlerin. Alicia de Larrocha hatte 1926 bereits im Alter von drei Jahren mit dem Studium an der Akademie Marshall begonnen und übernahm dann 1959 als 36-Jährige die Leitung der Institution für weit über vierzig Jahre. Sie brachte ihre künstlerischen mit den Lehrverpflichtungen für die viermal im Jahr stattfindenden Meisterkurse in Einklang, die zu einem Masterabschluss in spanischer Musik führten.

## Die künstlerische Bedeutung
In der Acadèmia Marshall wurde großer Wert darauf gelegt, die künstlerische Ausdruckskraft über das Klavier zu maximieren. Granados gilt zusammen mit Albéniz als der Schöpfer der katalanischen Pianistenschule. Er war Autor des Werkes „Método práctico para el uso de los pedales del piano (1912)“. Es war das erste in Spanien zum Thema Pedaleinsatz beim Klaviervortrag veröffentlichte Werk. Bis zu diesem Zeitpunkt wurden die Klavierpedale rein intuitiv eingesetzt. Marshall entwickelte diesen Ansatz konsequent weiter.
Zu den herausragenden Schülern von Enric Granados zählten der Komponist Robert Gerhard und die Sängerin Conxita Badia. Unter den Schülern von Frank Marshall traten Mercè Roldós und Júlia Albareda hervor, die beide selbst an der Akademie unterrichteten. Auch Alberto Giménez Atenelle und Rosa Sabater müssen erwähnt werden. Die Tatsache, dass Enric Granados Komponist war, hat die Marshall Akademie zu einem Referenzzentrum für Lehre und Verbreitung spanisch-katalanischer Musik werden lassen. Künstler erarbeiteten sich hier die Werke von Granados, de Falla, Rodrigo oder Turina.